# Trombidiformes
Els trombidiformes són un gran ordre d'àcars que conté 125 famílies i més de 22.000 espècies descrites. Aquest grup té poques sinapomorfies per les quals es pugui definir, al contrari que els altres grans grup d'àcars, els Acariformes, Sarcoptiformes. Els seus membres inclou els gèneres importants en medicina Demodex, Trombiculidae, i Trombicula i moltes espècies d'importància agrícola com els Tetranychidae i els formadors d'agalles, Eriophyidae. Els Trombidiformes es poden dividir entre els Sphaerolichida i els Prostigmata.